# Francesco Antonio Bonporti
Francesco Antonio Bonporti (Trento, 11 de juny de 1672 - Pàdua, 19 de desembre de 1749) va ser un compositor, violinista i sacerdot italià.

## Biografia
L'any 1691 va ser admès al Col·legi Germànic de Roma, on estudià la carrera de teologia. En aquest Col·legi també hi estudià composició sota la supervisió de Giuseppe Ottavio Piton i i, tot i que no està contrastat, violí amb Arcangelo Corelli.
De tornada a la seva ciutat nativa, Trento, va ser ordenat sacerdot el 1695. El 1697 va ser nomenat per a una posició de menor importància a la catedral de la seva ciutat, on hi va estar durant més de 40 anys. L'any 1740 es va traslladar a Pàdua, on hi visqué fins a la seva mort .

## La seva obra

### Influències
S'ha considerat que la seva obra va influir a Johann Sebastian Bach, pel que fa al desenvolupament de la invenció. De fet, Alfred Dörffel va atribuir erròniament diverses de les seves obres d'invencions a J. S. Bach. El 1911, però, el musicòleg Werner Wolffheim va demostrar que les peces eren en realitat de F.A.Bonporti i que Bach les havia transcrit per a clavecí. Tot i ser un excel·lent compositor instrumental, va ser ignorat durant el seu temps .

### Obres
L'obra musical de Bonporti consta de dotze òperes, publicades entre 1696 i 1736.
- Op. 1 - Sonate à Tre, per a dos violins, violoncel obligat i baix continuo, 1696.
- Op. 2 - Sonate da Camera à tre, per a dos violins i baix continuo, 1701.
- Op. 3 - Motetti a canto solo, 1702.
- Op. 4 - Sonate da Camera à tre, per a dos violins i baix continu, 1706.
- Op. 5 - Arie, baletti e correnti, c. 1704.
- Op. 6 - Sonate da Camera à tre, per a dos violins i baix continuo, 1706.
- Op. 7 - Sonate à tre, per a violí sol i baix continuo, 1707-1708.
- Op. 8 - Le Triomphe de la grande Aliance, per a violí i baix continuo, 1708-1712.
- Op. 9 - Bomporti opera nona, per a violí sol i baix continuo, 1716.
- Op. 10 - Invenzioni, per a violí sol, 1713.
- Op. 11 - Concerti a quattro, per a dos violins, viola baix, c. 1715.
- Op. 12 - Concertini e serenate con arie variate, siciliane, recitativi, e chiuse, per a violí, violoncel i clavicèmbal, 1720.